# Johannes Volkelt
Johannes Volkelt (født 21. juli 1848 i Galicien, død 8. maj 1930 i Leipzig) var en tysk filosof.
Volkelt blev 1879 professor i Jena, 1883 i Basel, 1889 i Würzburg samt endelig 1894 i Leipzig. I 1921 blev han emeritus. Hans hovedværker er Erfahrung und Denken (1886), Die Quellen der menschlichen Gewissheit (1900), Schopenhauer (1900) og System der Aesthetik (1905—14), der repræsenterer inden for nykriticismen en metafysisk retning, påvirket også af Schopenhauer, Hegel og Eduard von Hartmann; af størst interesse er de æstetiske værker, hvor han søger at forene den moderne psykologisk-analytiske metode med Tysklands klassiske spekulative æstetik, og på dette område fjerner han sig længst fra de øvrige nykantianere.